# 吉備郡

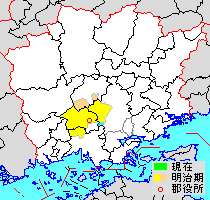
岡山県吉備郡の位置（薄黄：後に他郡に編入された区域 水色：後に他郡から編入した区域）

吉備郡（きびぐん）は、岡山県にあった郡。

## 郡域
1900年（明治33年）に行政区画として発足した当時の郡域は、下記の区域にあたる。
- 岡山市
  - 北区の一部（真星、上高田、山上、石妻、杉谷、日近、足守、下足守、高松稲荷、平山、立田、高松原古才、三手、高塚より北西[1]）
- 倉敷市の一部（真備町各町・玉島服部）
- 総社市の大部分（赤浜、下林、上林、三須、真壁、三輪、溝口、中原、清音柿木、清音上中島より南東および中央・駅前・駅南の各一部を除く）
- 加賀郡吉備中央町の一部（北・岨谷・西・宮地・竹部・上野）

## 歴史
- 明治33年（1900年）4月1日 - 郡制の施行により、下道郡・賀陽郡（2町16村）の区域をもって発足。以下の町村が所属。郡役所が総社町に設置。（2町30村）
  - 旧・下道郡（14村） - 岡田村、川辺村、二万村、穂井田村、呉妹村、箭田村、薗村（現・倉敷市）、新本村、山田村、久代村、下倉村、水内村、秦村、神在村（現・総社市）
  - 旧・賀陽郡（2町16村） - 庭瀬村、真金村、高松村、生石村（現・岡山市）、服部村、阿曽村、総社町、浅尾村、池田村、日美村、富山村（現・総社市）、大和村、菅谷村（現・加賀郡吉備中央町）、福谷村、岩田村、日近村、大井村、足守町（現・岡山市）
- 明治34年（1901年）2月6日 - 庭瀬村が町制施行して庭瀬町となる。（3町29村）
- 明治41年（1908年）2月11日 - 総社町・浅尾村が合併し、改めて総社町が発足。（3町28村）
- 大正4年（1915年）11月10日 - 高松村が町制施行して高松町となる。（4町27村）
- 大正12年（1923年）4月1日 - 郡会が廃止。郡役所は存続。
- 大正15年（1926年）7月1日 - 郡役所が廃止。以降は地域区分名称となる。
- 昭和4年（1929年）8月1日 - 真金村が町制施行して真金町となる。（5町26村）
- 昭和7年（1932年）4月1日 - 菅谷村が御津郡加茂村・福山村と合併して御津郡津賀村が発足。（5町25村）
- 昭和12年（1937年）5月5日 - 庭瀬町と都窪郡撫川町が合併して都窪郡吉備町が発足。（4町25村）
- 昭和25年（1950年）4月1日 - 箭田村が町制施行して箭田町となる。（5町24村）
- 昭和26年（1951年）4月1日（5町21村）
  - 岡田村・川辺村が合併して大備村が発足。
  - 神在村・服部村が総社町に編入。
- 昭和27年（1952年）4月1日（6町13村）
  - 日美村・富山村・下倉村・水内村が合併して昭和町が発足。
  - 二万村・大備村・薗村・箭田町・呉妹村が合併して真備町が発足。
- 昭和29年（1954年）
  - 3月1日 - 秦村が総社町に編入。（6町12村）
  - 3月31日 - 新本村・山田村・久代村・池田村・阿曽村・総社町が都窪郡常盤村と合併して総社市が発足し、郡より離脱。（5町7村）
- 昭和30年（1955年）
  - 1月1日 - 生石村・高松町が都窪郡加茂村と合併し、改めて高松町が発足。（5町6村）
  - 2月1日 - 大和村が上房郡上竹荘村・豊野村・下竹荘村・吉川村と合併して上房郡賀陽町が発足。（5町5村）
- 昭和31年（1956年）
  - 3月31日 - 足守町・大井村・日近村・岩田村・福谷村が合併し、改めて足守町が発足。（5町1村）
  - 4月1日 - 穂井田村が分割し、一部（陶及び大字服部の一部）が玉島市に、残部（服部の残部）が真備町にそれぞれ編入。（5町）
- 昭和35年（1960年）4月1日 - 真金町が高松町に編入。（4町）
- 昭和46年（1971年）
  - 1月8日 - 高松町が岡山市に編入。（3町）
  - 5月1日 - 足守町が岡山市に編入。（2町）
- 昭和47年（1972年）4月22日 - 昭和町が総社市に編入。（1町）
- 平成17年（2005年）8月1日 - 真備町が倉敷市に編入。同日吉備郡消滅。

### 変遷表
| 明治33年4月1日 | 明治33年4月1日 | 明治33年 - 大正15年          | 昭和1年 - 昭和26年                | 昭和27年 - 昭和30年                                 | 昭和30年 - 昭和35年                                 | 昭和36年 - 昭和63年                                 | 平成1年 - 平成20年                | 平成21年 -                             |
| -------------- | -------------- | ---------------------------- | --------------------------------- | --------------------------------------------------- | --------------------------------------------------- | --------------------------------------------------- | --------------------------------- | -------------------------------------- |
| 旧賀陽郡       | 足守町         | 足守町                       | 足守町                            | 足守町                                              | 昭和31年3月31日 足守町                              | 昭和46年5月1日 岡山市に編入                         | 岡山市                            | 平成21年4月1日 政令市に移行 岡山市北区 |
| 旧賀陽郡       | 福谷村         | 福谷村                       | 福谷村                            | 福谷村                                              | 昭和31年3月31日 足守町                              | 昭和46年5月1日 岡山市に編入                         | 岡山市                            | 平成21年4月1日 政令市に移行 岡山市北区 |
| 旧賀陽郡       | 大井村         | 大井村                       | 大井村                            | 大井村                                              | 昭和31年3月31日 足守町                              | 昭和46年5月1日 岡山市に編入                         | 岡山市                            | 平成21年4月1日 政令市に移行 岡山市北区 |
| 旧賀陽郡       | 日近村         | 日近村                       | 日近村                            | 日近村                                              | 昭和31年3月31日 足守町                              | 昭和46年5月1日 岡山市に編入                         | 岡山市                            | 平成21年4月1日 政令市に移行 岡山市北区 |
| 旧賀陽郡       | 岩田村         | 岩田村                       | 岩田村                            | 岩田村                                              | 昭和31年3月31日 足守町                              | 昭和46年5月1日 岡山市に編入                         | 岡山市                            | 平成21年4月1日 政令市に移行 岡山市北区 |
| 旧賀陽郡       | 高松村         | 大正4年11月10日 高松町       | 高松町                            | 高松町                                              | 昭和30年1月1日 高松町                               | 昭和46年1月8日 岡山市に編入                         | 岡山市                            | 平成21年4月1日 政令市に移行 岡山市北区 |
| 旧賀陽郡       | 生石村         | 生石村                       | 生石村                            | 生石村                                              | 昭和30年1月1日 高松町                               | 昭和46年1月8日 岡山市に編入                         | 岡山市                            | 平成21年4月1日 政令市に移行 岡山市北区 |
| 旧賀陽郡       |                |                              | 都窪郡 加茂村                     |                                                     | 昭和30年1月1日 高松町                               | 昭和46年1月8日 岡山市に編入                         | 岡山市                            | 平成21年4月1日 政令市に移行 岡山市北区 |
| 旧賀陽郡       | 真金村         | 真金村                       | 昭和4年8月1日 真金町              | 真金町                                              | 昭和35年4月1日 高松町に編入                         | 昭和46年1月8日 岡山市に編入                         | 岡山市                            | 平成21年4月1日 政令市に移行 岡山市北区 |
| 旧賀陽郡       | 庭瀬村         | 明治34年2月6日 庭瀬町        | 昭和12年5月5日 都窪郡 吉備町      | （都窪郡吉備町を経る）                              | （都窪郡吉備町を経る）                              | 昭和46年3月8日 岡山市に編入                         | 岡山市                            | 平成21年4月1日 政令市に移行 岡山市北区 |
| 旧賀陽郡       | 菅谷村         | 菅谷村                       | 昭和7年4月1日 御津郡 津賀村の一部 | （御津郡津賀村の一部 → 御津郡加茂川町の一部と経る） | （御津郡津賀村の一部 → 御津郡加茂川町の一部と経る） | （御津郡津賀村の一部 → 御津郡加茂川町の一部と経る） | 平成16年10月1日 加賀郡 吉備中央町 | 加賀郡 吉備中央町                      |
| 旧賀陽郡       | 大和村         | 大和村                       | 大和村                            | 大和村                                              | 昭和30年2月1日 上房郡 賀陽町の一部                  | （上房郡賀陽町 の一部を経る）                       | 平成16年10月1日 加賀郡 吉備中央町 | 加賀郡 吉備中央町                      |
| 旧賀陽郡       | 総社町         | 総社町                       | 総社町                            | 総社町                                              | 昭和29年3月31日 総社市                              | 総社市                                              | 総社市                            | 総社市                                 |
| 旧賀陽郡       | 浅尾村         | 明治41年2月11日 総社町に編入 | 総社町                            | 総社町                                              | 昭和29年3月31日 総社市                              | 総社市                                              | 総社市                            | 総社市                                 |
| 旧賀陽郡       | 服部村         | 服部村                       | 昭和26年4月1日 総社町に編入       | 総社町                                              | 昭和29年3月31日 総社市                              | 総社市                                              | 総社市                            | 総社市                                 |
| 旧賀陽郡       | 阿曽村         | 阿曽村                       | 阿曽村                            | 阿曽村                                              | 昭和29年3月31日 総社市                              | 総社市                                              | 総社市                            | 総社市                                 |
| 旧賀陽郡       | 池田村         | 池田村                       | 池田村                            | 池田村                                              | 昭和29年3月31日 総社市                              | 総社市                                              | 総社市                            | 総社市                                 |
| 旧賀陽郡       | 曰美村         | 曰美村                       | 曰美村                            | 昭和27年4月1日 昭和町                               | 昭和町                                              | 昭和47年4月22日 総社市に編入                        | 総社市                            | 総社市                                 |
| 旧賀陽郡       | 富山村         | 富山村                       | 富山村                            | 昭和27年4月1日 昭和町                               | 昭和町                                              | 昭和47年4月22日 総社市に編入                        | 総社市                            | 総社市                                 |
| 旧下道郡       | 水内村         | 水内村                       | 水内村                            | 昭和27年4月1日 昭和町                               | 昭和町                                              | 昭和47年4月22日 総社市に編入                        | 総社市                            | 総社市                                 |
| 旧下道郡       | 下倉村         | 下倉村                       | 下倉村                            | 昭和27年4月1日 昭和町                               | 昭和町                                              | 昭和47年4月22日 総社市に編入                        | 総社市                            | 総社市                                 |
| 旧下道郡       | 秦村           | 秦村                         | 昭和23年4月1日 下倉村に編入       | 昭和27年4月1日 昭和町                               | 昭和町                                              | 昭和47年4月22日 総社市に編入                        | 総社市                            | 総社市                                 |
| 旧下道郡       | 秦村           | 秦村                         | 秦村                              | 昭和29年3月1日 総社町に編入                         | 昭和29年3月31日 総社市                              | 総社市                                              | 総社市                            | 総社市                                 |
| 旧下道郡       |                | 都窪郡 三須村                |                                   | 昭和29年3月1日 総社町に編入                         | 昭和29年3月31日 総社市                              | 総社市                                              | 総社市                            | 総社市                                 |
| 旧下道郡       | 神在村         | 神在村                       | 昭和26年4月1日 総社町に編入       | 総社町                                              | 昭和29年3月31日 総社市                              | 総社市                                              | 総社市                            | 総社市                                 |
| 旧下道郡       | 新本村         | 新本村                       | 新本村                            | 新本村                                              | 昭和29年3月31日 総社市                              | 総社市                                              | 総社市                            | 総社市                                 |
| 旧下道郡       | 山田村         | 山田村                       | 山田村                            | 山田村                                              | 昭和29年3月31日 総社市                              | 総社市                                              | 総社市                            | 総社市                                 |
| 旧下道郡       | 久代村         | 久代村                       | 久代村                            | 久代村                                              | 昭和29年3月31日 総社市                              | 総社市                                              | 総社市                            | 総社市                                 |
| 旧下道郡       | 箭田村         | 箭田村                       | 昭和25年4月1日 箭田町             | 昭和27年4月1日 真備町                               | 真備町                                              | 真備町                                              | 平成17年8月1日 倉敷市に編入       | 倉敷市                                 |
| 旧下道郡       | 岡田村         | 岡田村                       | 昭和26年4月1日 大備村             | 昭和27年4月1日 真備町                               | 真備町                                              | 真備町                                              | 平成17年8月1日 倉敷市に編入       | 倉敷市                                 |
| 旧下道郡       | 川辺村         | 川辺村                       | 昭和26年4月1日 大備村             | 昭和27年4月1日 真備町                               | 真備町                                              | 真備町                                              | 平成17年8月1日 倉敷市に編入       | 倉敷市                                 |
| 旧下道郡       | 二万村         | 二万村                       | 二万村                            | 昭和27年4月1日 真備町                               | 真備町                                              | 真備町                                              | 平成17年8月1日 倉敷市に編入       | 倉敷市                                 |
| 旧下道郡       | 呉妹村         | 呉妹村                       | 呉妹村                            | 昭和27年4月1日 真備町                               | 真備町                                              | 真備町                                              | 平成17年8月1日 倉敷市に編入       | 倉敷市                                 |
| 旧下道郡       | 薗村           | 薗村                         | 薗村                              | 昭和27年4月1日 真備町                               | 真備町                                              | 真備町                                              | 平成17年8月1日 倉敷市に編入       | 倉敷市                                 |
| 旧下道郡       | 穂井田村       | 穂井田村                     | 穂井田村                          | 穂井田村                                            | 昭和31年4月1日 真備町に編入                         | 真備町                                              | 平成17年8月1日 倉敷市に編入       | 倉敷市                                 |
| 旧下道郡       | 穂井田村       | 穂井田村                     | 穂井田村                          | 穂井田村                                            | 昭和31年4月1日 玉島市に編入                         | 昭和42年2月1日 倉敷市                               | 倉敷市                            | 倉敷市                                 |

## 行政
歴代郡長は以下の通り。
| 代 | 氏名     | 就任年月日             | 退任年月日                | 備考                   |
| -- | -------- | ---------------------- | ------------------------- | ---------------------- |
| 1  | 草加廉男 | 1900年（明治33年）4月  | 1914年（大正3年）7月      |                        |
| 2  | 妹尾経時 | 1914年（大正3年）7月   | 1917年（大正6年）8月      |                        |
| 3  | 塩川正芸 | 1917年（大正6年）8月   | 1919年（大正8年）11月     |                        |
| 4  | 久山知政 | 1919年（大正8年）11月  | 1922年（大正11年）2月     |                        |
| 5  | 寺坂頼甫 | 1922年（大正11年）2月  | 1924年（大正13年）12月    |                        |
| 6  | 和原虎蔵 | 1924年（大正13年）12月 | 1926年（大正15年）6月30日 | 郡役所廃止により、廃官 |

## 関連文献
- 永山卯三郎 編『吉備郡史』 巻上、岡山県吉備郡教育会、1938年。NDLJP:1218664。
- 永山卯三郎 編『吉備郡史』 巻中、岡山県吉備郡教育会、1938年。NDLJP:1218699。